# استپان آیوازیان
استپان گریگوری آیوازیان (ارمنی: Ստեփան Գրիգորի Այվազյան؛ ) یک سیاستمدار اهل ارمنستان است که از تاریخ دسامبر ۱۹۹۷ تا تاریخ مه ۱۹۹۸ سمت استانداری استان لوری را برعهده داشت.